# 328
| [ Edytuj tabelę ] |                             |
| Król Aksum        | - 320 Ezana 360             |
| Król Armenii      | - 287 Tiridates III 330     |
| Władca Guptów     | - 320 Ćandragupta I 330     |
| Władca Korei      | - 300 Mich’ŏn 331           |
| Papież            | - 314 Sylwester I 335       |
| Król Persji       | - 309 Szapur II 379         |
| Cesarz Rzymu      | - 306 Konstantyn Wielki 337 |

Rok 328 / CCCXXVIII
stulecia: III wiek ~
IV wiek ~
V wiek

lata: 318 «
323 «
324 «
325 «
326 «
327 «
328
» 329
» 330
» 331
» 332
» 333
» 338

## Wydarzenia
- 9 maja – Atanazy Wielki został wybrany na biskupa Aleksandrii.

## Urodzili się
- Walens, cesarz rzymski (zm. 378)

## Zmarli
- Imru al - Kajs, najsłynniejszy władca lachmidzki